# Delara (Sängerin)

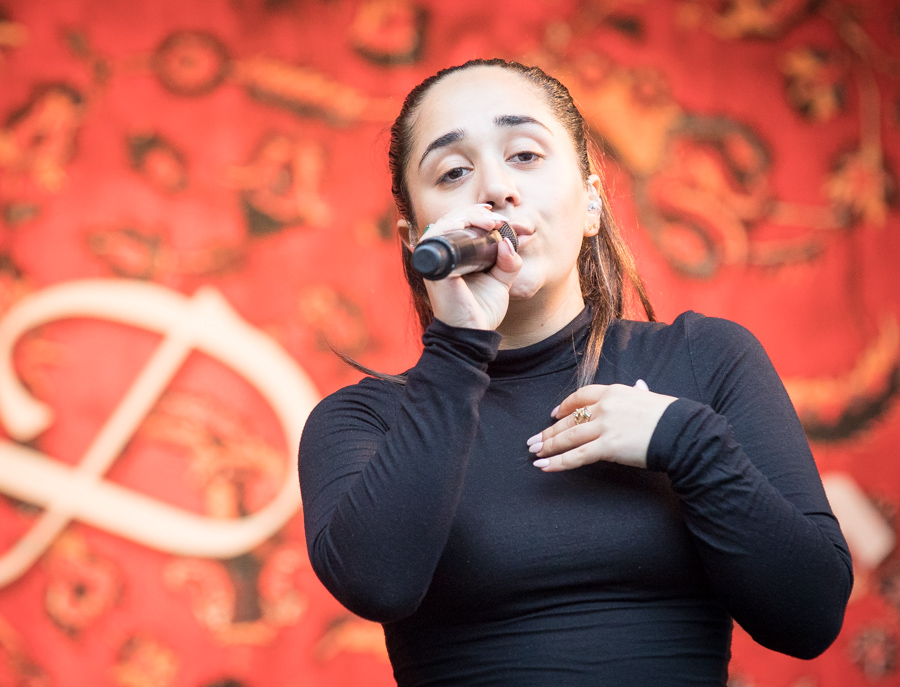
Delara, 2017

Amanda Delara Nikman (* 14. Juni 1997 in Schweden) ist eine norwegisch-iranische Sängerin. Sie trat zunächst als Amanda Delara auf, bevor sie im Jahr 2020 zu Delara überging.

## Leben
Amanda Delara Nikman kam in Schweden zur Welt und zog im Alter von einem Jahr nach Norwegen. Dort wuchs sie zunächst in Lillehammer auf und zog später mit ihrer Mutter in die Kommune Nes. Ihre Eltern stammen aus dem Iran und ihr Vater war als politischer Aktivist nach Schweden geflohen. Ihre Eltern nannten sie ursprünglich nur Delara, gaben ihr später aber auch den norwegischen Namen Amanda. In ihrer Kindheit lernte sie zunächst Geige, bevor sie zum Klavier überging. Während ihrer Zeit an der weiterführenden Schule begann sie erste Videos zu veröffentlichen, in denen sie sang und Klavier spielte und wurde dadurch schließlich von einem Manager entdeckt. Sie begann in der Folge, eigene Lieder aufzunehmen. Im Jahr 2016 veröffentlichte sie ihre Debütsingle Paper Paper. Aufmerksamkeit erlangte sie zudem durch ein Cover des Liedes Gunerius des bekannten norwegischen Rapduos Karpe. Im März 2017 gab sie ihre zweite Single Dirhamz heraus. Sie veröffentlichte außerdem die EP Rebel beim Plattenlabel Sony Music Entertainment. Beim norwegischen Musikpreis P3 Gull wurde sie in diesem Jahr in der Kategorie „Newcomer des Jahres“ nominiert.
Im Jahr 2018 gab sie ihre zweite EP Running Deep heraus. Dafür wurde sie beim Musikpreis Spellemannprisen 2018 in der Kategorie „Popkünstler“ nominiert. Ihr Lied We Don’t Run From Anyone erhielt im Sommer 2018 internationale Aufmerksamkeit, nachdem der französische Fußballspieler Antoine Griezmann es in einem Video verwendete. In ihrer dritten EP Et lite stykke Norge (deutsch Ein kleines Stück Norwegen), die im Januar 2020 erschien, wechselte sie von englischer auf norwegische Sprache. Im September 2020 wurde das von ihr mit Sondre Haftorsen produzierte Lied Checka veröffentlicht, bei dem auch die deutschsprachige Rapperin Loredana beteiligt war. Nikman erklärte im Zuge der Veröffentlichung, fortan unter dem Namen Delara auftreten zu wollen. Mit dem teils deutschsprachigen Werk konnte sie sich in den Charts von Deutschland, Österreich und der Schweiz platzieren. Im Mai 2021 veröffentlichte sie die EP Timepiece. Nikman war am aus rund 70 Frauen bestehenden Orchester beteiligt, dass mit Alicia Keys das Lied If I Ain’t Got You für die Serie Queen Charlotte: Eine Bridgerton-Geschichte neu aufnahm.
Mit einer norwegischsprachigen Coverversion des Liedes Josefin des schwedischen Sängers Albin Lee Meldau gelang ihr im Juni 2023 sowohl der Einzug in die norwegischen als auch die schwedischen Charts. Im November 2023 veröffentlichte sie mit Shahrazad ihr Debütalbum. Sie selbst beschrieb das von der Situation und den Protesten im Iran geprägte Werk als „Hommage an ihre Kultur“. Für das Album gewann sie beim Spellemannprisen 2023 in der Kategorie „Veröffentlichung des Jahres“ und wurde zudem in der Pop-Kategorie nominiert. Gemeinsam mit Karpe, The Quick Style und dem pakistanischen Sänger Kaifi Khalil veröffentlichte sie im Juni 2024 das Lied Piya Piya Calling. Das Lied wurde im pakistanischen Musikformat Coke Studio Pakistan lanciert und wurde sowohl in Norwegen als auch in Pakistan zu einem Hit. Beim Musikpreis P3 Gull wurde es als „Lied des Jahres“ ausgezeichnet. Mit dem Lied Siste Dans, das für die Netflix-Film Die Schneeschwester entstand, erzielte sie im November 2024 ihren ersten Nummer-eins-Hit in Norwegen. Beim Spellemannprisen 2024 war das Lied als „Lied des Jahres“ nominiert.

## Stil und Engagement
Delaras Liedtexte behandeln des Öfteren politische und soziale Themen. In ihrer Debütsingle Paper Paper ging es um Klassenunterschiede, in New Generation um die Kriegserfahrungen ihrer Mutter. Das Lied We Don’t Run From Anyone war von saudi-arabischen Frauen inspiriert, die bereits Auto fuhren, bevor es ihnen erlaubt war. Delara gab in Interviews an, dass sie nicht mit Absicht politische Lieder schreibe, sie aber häufig über diese Themen nachdenke. Neben Liedern mit politischen Texten gab sie auch wiederholt Singles ohne politische Botschaften heraus. Zu diesen gehören unter anderem Checka, Gone for The Night und Josefin.
Auch abseits ihrer Liedtexte äußerte sie sich wiederholt zu politischen Themen. So unterstützt sie die Proteste im Iran gegen die autoritäre iranische Regierung und organisierte gemeinsam mit Amnesty International auch mehrere Proteste in Norwegen.

## Auszeichnungen
P3 Gull
- 2017: Nominierung, Kategorie „Newcomer des Jahres“
- 2020: Nominierung, Kategorie „Lied des Jahres“ (für Nå er det oss)[19]
- 2024: „Lied des Jahres“ (für Piya Piya Calling)
- 2024: Nominierung, Kategorie „Lied des Jahres“ (für Volare)
- 2024: Nominierung, Kategorie „Künstler des Jahres“[16]

Spellemannprisen
- 2018: Nominierung, Kategorie: „Popkünstler“ (für Running Deep und Soldiers)
- 2023: Nominierung, Kategorie: „Pop“ (für Shahrazad)
- 2023: „Veröffentlichung des Jahres“ (für Shahrazad)
- 2023: Nominierung, Kategorie: „Textautor des Jahres“
- 2024: Nominierung, Kategorie: „Lied des Jahres“ (für Siste dans)

## Diskografie

### Alben
- 2023: Shahrazad

### EPs
- 2017: Rebel
- 2018: Running Deep
- 2020: Et lite stykke Norge
- 2021: Timepiece

### Singles
| Jahr | Titel Album         | Höchstplatzierung, Gesamtwochen, AuszeichnungChartplatzierungen (Jahr, Titel, Album, Platzierungen, Wochen, Auszeichnungen, Anmerkungen) | Höchstplatzierung, Gesamtwochen, AuszeichnungChartplatzierungen (Jahr, Titel, Album, Platzierungen, Wochen, Auszeichnungen, Anmerkungen) | Höchstplatzierung, Gesamtwochen, AuszeichnungChartplatzierungen (Jahr, Titel, Album, Platzierungen, Wochen, Auszeichnungen, Anmerkungen) | Höchstplatzierung, Gesamtwochen, AuszeichnungChartplatzierungen (Jahr, Titel, Album, Platzierungen, Wochen, Auszeichnungen, Anmerkungen) | Höchstplatzierung, Gesamtwochen, AuszeichnungChartplatzierungen (Jahr, Titel, Album, Platzierungen, Wochen, Auszeichnungen, Anmerkungen) | Höchstplatzierung, Gesamtwochen, AuszeichnungChartplatzierungen (Jahr, Titel, Album, Platzierungen, Wochen, Auszeichnungen, Anmerkungen) | Anmerkungen                                                    |
| Jahr | Titel Album         | NO | SE | DK | DE | AT | CH | Anmerkungen                                                    |
| ---- | ------------------- | --- | --- | --- | --- | --- | --- | -------------------------------------------------------------- |
| 2020 | Checka Medusa       | — | — | — | DE2 (10 Wo.)DE | AT4 Gold · (8 Wo.)AT | CH5 Gold · (9 Wo.)CH | Erstveröffentlichung: 25. September 2020 Loredana feat. Delara |
| 2023 | Josefin –           | NO2 ×2Doppelplatin · (26 Wo.)NO | SE30 Gold · (17 Wo.)SE | — | — | — | — | Erstveröffentlichung: 7. Juni 2023 Original: Albin Lee Meldau  |
| 2024 | Volare –            | NO20 Gold · (7 Wo.)NO | — | — | — | — | — | Erstveröffentlichung: 10. Mai 2024                             |
| 2024 | Piya Piya Calling – | NO5 (6 Wo.)NO | — | — | — | — | — | Erstveröffentlichung: 9. Juni 2024 mit Karpe und Kaifi Khalil  |
| 2024 | Siste dans –        | NO1 (10 Wo.)NO | — | — | — | — | — | Erstveröffentlichung: 15. November 2024                        |
| 2025 | Tæt på –            | NO10 (… Wo.)NO | — | DK14 (… Wo.)DK | — | — | — | Erstveröffentlichung: 9. Mai 2025 mit Tobias Rahim             |

Weitere Singles
- 2017: Gunerius (Remix) (NO: ×2Doppelplatin )
- 2017: Dirhamz (NO: Gold)
- 2017: New Generation (NO: Gold)
- 2018: Soldiers (NO: Gold)

## Auszeichnungen für Musikverkäufe
| Platin-Schallplatte - Norwegen - 2023: für das Lied Nå er det oss |

Anmerkung: Auszeichnungen in Ländern aus den Charttabellen bzw. Chartboxen sind in ebendiesen zu finden.
| Land/RegionAuszeichnungen für Musikverkäufe (Land/Region, Auszeichnungen, Verkäufe, Quellen) | Gold     | Platin     | Verkäufe | Quellen              |
| -------------------------------------------------------------------------------------------- | -------- | ---------- | -------- | -------------------- |
| Norwegen (IFPI)                                                                              | 4× Gold4 | 5× Platin5 | 420.000  | ifpi.no              |
| Österreich (IFPI)                                                                            | Gold1    | —          | 15.000   | ifpi.at              |
| Schweden (IFPI)                                                                              | Gold1    | —          | 40.000   | sverigetopplistan.se |
| Schweiz (IFPI)                                                                               | Gold1    | —          | 10.000   | hitparade.ch         |
| Insgesamt                                                                                    | 7× Gold7 | 5× Platin5 |          |                      |